# Werner Collier
Werner Adalbert Collier (* 14. April 1896 in Burg bei Magdeburg; † 1. September 1960 in Amsterdam) war ein deutsch-niederländischer Mediziner und Biologe mit den Spezialisierungen auf Bakteriologie, Virologie und Serologie. Nach der Machtergreifung durch die Nationalsozialisten wurde er wegen seiner Ehe mit einer Halbjüdin dazu gedrängt, das Robert-Koch-Institut  (RKI) zu verlassen.

## Leben und Wirken
Collier war der Sohn des Studienrates Albert Collier und wuchs in Burg bei Magdeburg auf. Dort besuchte er das humanistische Gymnasium bis zum Abitur und studierte anschließend Biologie und Medizin an den Universitäten Greifswald, München und Paris Cité. Im Jahr 1918 promovierte er mit der Arbeit Zur Kenntnis der Oxydasereaktion: (Morphologie und Wesen der Oxydasegranula) am anatomischen Institut der Universität Greifswald.
Nach seinem Medizinstudium arbeitete er eine Zeit lang am Georg-Speyer-Haus in Frankfurt am Main und zog 1925 nach Buenos Aires, wo er Malariastudien für die Venezolanische Regierung betrieb. In den Jahren 1926 und 1927 leitete er dort das parasitologische Labor, bevor er im Jahr 1928 er als wissenschaftlicher Hilfsarbeiter an das RKI wechselte.
Ab März 1933 bemühte sich Collier gezwungenermaßen erneut um eine Stellung im Ausland und schied 1935 aus dem RKI aus. Das Schicksal der Emigration teilte er mit den RKI-Mitarbeitern Hans Loewenthal, Werner Silberstein, Ulrich Friedemann, Walter Levinthal, Rochla Etinger-Tulczynska, Liesebet Lenneberg, Alfred Cohn und Ludwig Kleeberg. Collier trat seine neue Stelle am „Instituut voor praeventive Geneeskunde“ im niederländischen Leiden an und wechselte 1937 an das Eijkman Instituut in Batavia auf Jakarta, dessen Leitung ihm übertragen wurde. In den Jahren 1941/42 arbeitete Collier in der Lyssa-Abteilung am Pasteur-Institut in Bandung auf Java. Bei der japanischen Besetzung Javas wurde er mit seiner Familie zunächst interniert und konnte erst 1944 seine Arbeit wieder fortsetzen.
Nachdem Collier inzwischen die niederländische Staatsbürgerschaft angenommen hatte, übernahm er in den 1950er Jahren die Leitung des bakteriologischen Labors in Paramaribo in der Republik Suriname, bevor er 1957 in der Abteilung „Tropische Hygiëne en Geographische Pathologie“ des Koninklijk Instituut voor de Tropen in Amsterdam angestellt wurde.
Collier war verheiratet mit Else Hanna Marie Knoller (geb. am 21. Dezember 1896) aus Berlin-Zehlendorf, mit der er zwei Töchter bekam.

## Schriften / Werke (Auswahl)
- Zur Kenntnis der Oxydasereaktion (Morphologie und Wesen der Oxydasegranula), Verlag Greifswald, Phil. Dissertation, 1918
- Einführung in die Variationsstatistik mit besonderer Berücksichtigung der Biologie, Julius Springer, Berlin, 1921, ISBN 978-3-662-23805-9
- Allgemeine Methoden, in: Emil Abderhalden: Handbuch der biologischen Arbeitsmethoden, Methoden der Erforschung der Leistungen des tierischen Organismus, Teil 1, Urban & Schwarzenberg, Berlin 1924
- Mikroskopischer Nachweis der spirochaeta pallida, der Gonokokken und des Erregers des Ulcus molle, zusammen mit Alfred Einstein Cohn, Urban & Schwarzenberg, Berlin & Wien, 1928
- Spezielle Methoden: Methoden der Tierhaltung und Tierzüchtung, in: Emil Abderhalden: Handbuch der biologischen Arbeitsmethoden, Methoden der Erforschung der Leistungen des tierischen Organismus, Spezielle Methoden, Band 2, Urban & Schwarzenberg, Berlin 1929
- Die Seuchen, F. Vieweg & Sohn, Braunschweig, 1930
- Methoden der Spirochätenforschung, in: Methoden d. experimentellen Krebsforschung, Urban & Schwarzenberg, Berlin 1932, Seite 748–964
- Lasiocampidae, Junk (Hrsg.), 's-Gravenhage 1936
- Über Virulenz und Virulenz-Curven, zusammen mit, H. De Roever-Bonnet & J. Hoekstrain: in: Antonie van Leeuwenhoek: Journal of Microbiology, volume 25, S. 113–136, 1959
- Some data on the immunity of mice to yellow fever virus, in: Tropical and geographical medicine, September 1958
- A neurotropic variety of the vaccine strain 17D, zusammen mit, H. De Roever-Bonnet und Jellie Hoekstra, in: Tropical-and-Geographical-Medicine, April 1959
- Changed virulence of the yellow fever virus vaccine strain 17D by a single mouse passage, zusammen mit, H. De Roever-Bonnet und Jellie Hoekstra, in: Tropical-and-Geographical-Medicine, April 1959
- Culture of yellow fever virus 17D in ascites of Krebs-2-carcinoma, zusammen mit, M. de WIT, in: Tropical-and-Geographical-Medicine, Oktober 1959